# Andrej Magajna
Andrej Magajna, slovenski politik, * 4. maj 1952, Ljubljana.

## Življenjepis
V času pred letom 1990 se je ukvarjal s sindikalno dejavnostjo; aktiven je bil na področju reforme volilne zakonodaje. Zagovarjal je odprte kadrovske liste ter strokovno mišljenje utemeljil v številnih člankih in prispevkih.
Leta 1989 je skupaj s Francetom Tomšičem in Gorazdom Drevenškom soustanovil SDZS. Leta 1990 je soustanovil koalicijo DEMOS ter bil član Socialdemokratske zveze Slovenije (SDSS). Bil je izvoljen v 1. državni zbor RS, po sporu z Jožetom Pučnikom pa je mandat nadaljeval kot samostojni poslanec. Leta 1991 je bil soustanovitelj Sindikata nezaposlenih in socialno ogroženih Slovenije, prav tako pa je ustanovil Stranko krščanskih socialistov. Je član in predsednik Društva za nezaposlene Slovenije
Od 12. septembra 2007 je predsednik stranke Nova socialdemokracija. Na državnozborskih volitvah leta 2011 je kandidiral na listi SMS Zeleni. Na državnozborskih volitvah leta 2022 je s stranko kandidiral na listi koalicije Povežimo Slovenijo, vendar se stranka ni uvrstila v parlament.
V sredini julija 2022 je napovedal, da bo kandidiral za predsednika republike na predsedniških volitvah 2022, a je v začetku avgusta 2022 odstopil od te namere. Nato si je znova premislil in 18. avgusta v Ljubljani na tiskovni konferenci predstavil svojo kandidaturo. 20. septembra je zaradi blokade osrednjih medijev ponovno odstopil od kandiature.